# Landkreis Nordsachsen
Der Landkreis Nordsachsen ist ein Landkreis im Freistaat Sachsen. Er entstand am 1. August 2008 im Zuge der sächsischen Kreisreform durch den Zusammenschluss der ehemaligen Landkreise Torgau-Oschatz und Delitzsch.
Hier leben 199.422 Einwohner in 30 Gemeinden auf einer Gesamtfläche von etwa 2.020 km² (Stand: 2022). Flächenmäßig ist Nordsachsen der viertgrößte Landkreis Sachsens, hat jedoch die niedrigste Bevölkerungszahl. Größte Stadt des Landkreises ist Delitzsch, Verwaltungssitz ist die ehemalige Residenzstadt Torgau. Weitere Große Kreisstädte sind die Städte Eilenburg, Schkeuditz und Oschatz.

## Lage

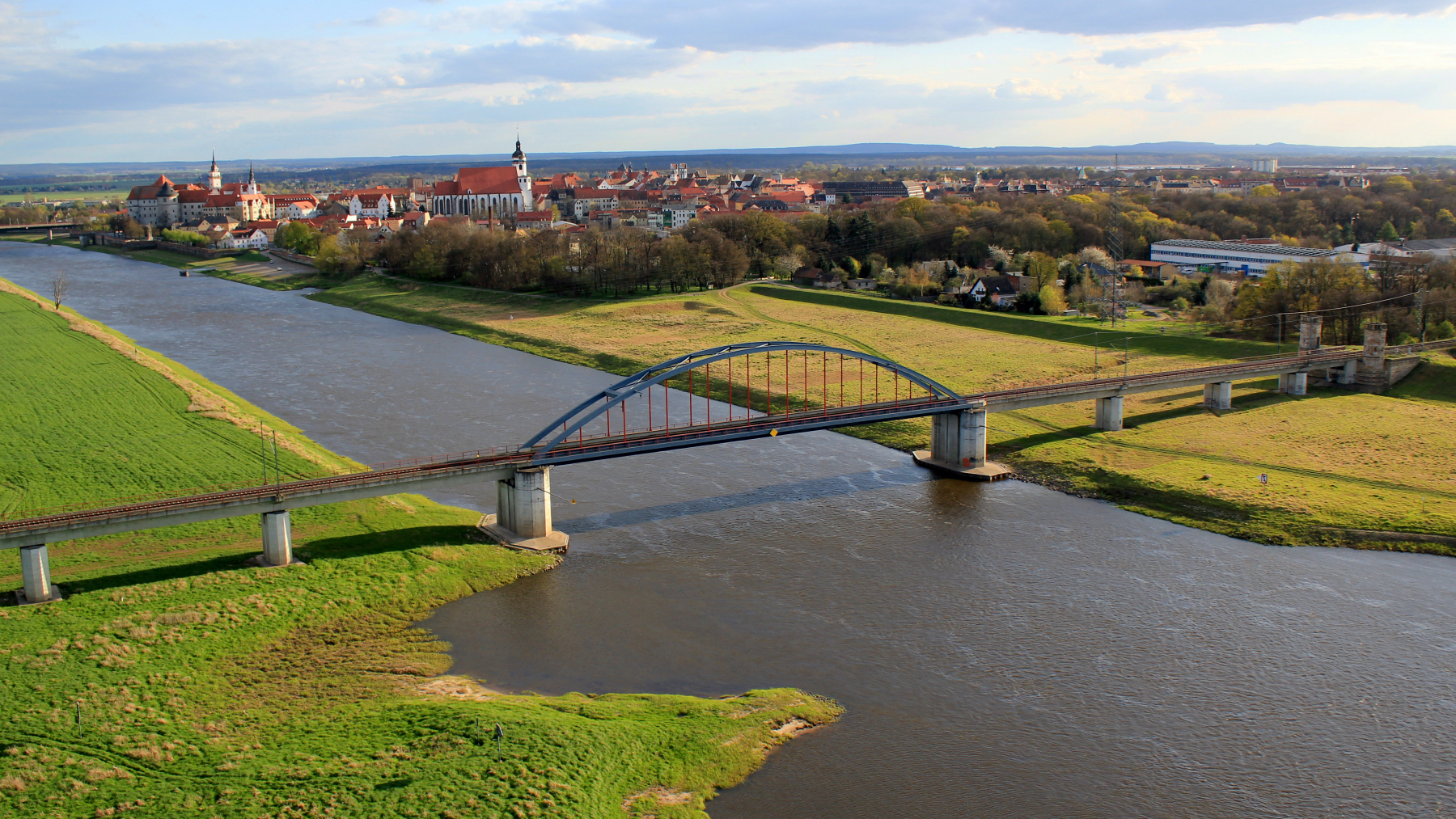
Elbe bei Torgau

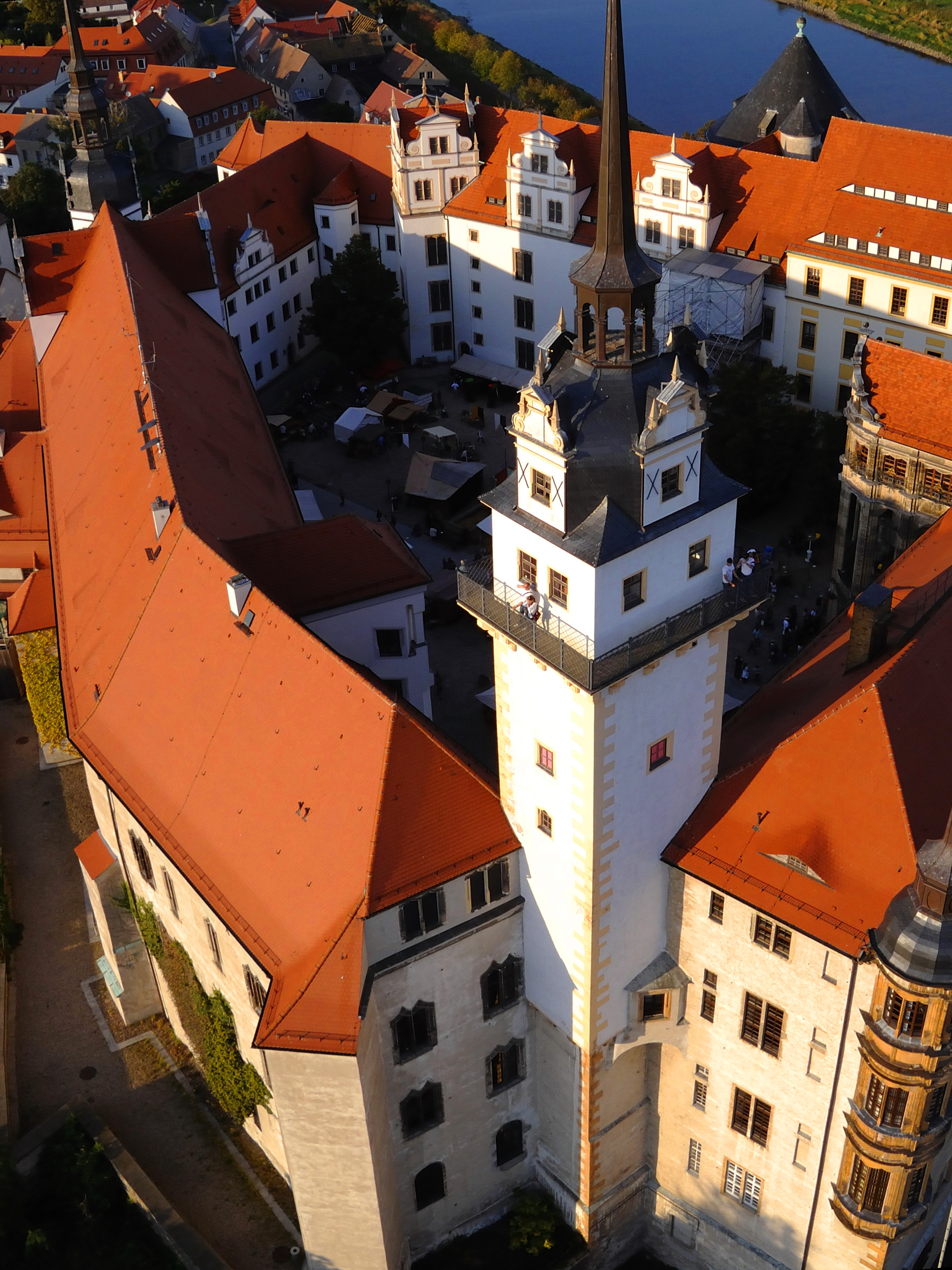
Schloss Hartenfels in Torgau, Sitz des Landratsamtes

Im Westen und Norden grenzen die in Sachsen-Anhalt gelegenen Kreise Anhalt-Bitterfeld, Saalekreis und Wittenberg, im Osten grenzen der Landkreis Meißen und der in Brandenburg gelegene Landkreis Elbe-Elster sowie im Süden die Landkreise Mittelsachsen und Leipzig sowie die kreisfreie Stadt Leipzig an Nordsachsen. Die Elbe fließt durch den Nordosten des Landkreises, westlich von ihr die Mulde und ganz im Westen fließen südlich von Schkeuditz Weiße Elster, Neue Luppe, Luppe und der Elster-Saale-Kanal.

## Geschichte
Die Länderbildung nach dem 3. Oktober 1990 schloss eine Gebietsreform ein, die Delitzsch, Eilenburg, Bad Düben  und Torgau nach 175 Jahren wieder zu Sachsen brachte. Am 1. August 1994 wurden die bisherigen Landkreise Torgau und Oschatz zum neuen Landkreis Torgau-Oschatz mit dem Verwaltungssitz in Torgau sowie die Landkreise Delitzsch und Eilenburg zum neuen Landkreis Delitzsch zusammengeschlossen. Aus diesen beiden entstand am 1. August 2008 in der bisher letzten Kreisreform der Landkreis Nordsachsen.

## Bevölkerung
| Jahr | Einwohner |
| ---- | --------- |
| 2008 | 211.356   |
| 2010 | 206.223   |
| 2015 | 197.605   |
| 2020 | 197.444   |

| Jahr | Einwohner |
| ---- | --------- |
| 2021 | 197.529   |
| 2022 | 200.825   |
| 2023 | 200.778   |
| 2024 | 199.422   |

Stand: 31. Dezember des jeweiligen Jahres, ab 2011 auf Basis des Zensus 2011, ab 2022 auf Basis des Zensus 2022
Die Einwohnerzahlen sind amtliche Fortschreibungen des Statistischen Landesamts Sachsen (nur Hauptwohnsitze).

## Wirtschaft und Verkehr
Im Dezember 2012 beschlossen die Stadt Leipzig, die Landkreise Leipzig und Nordsachsen sowie die IHK zu Leipzig, die gemeinsame WRL Wirtschaftsförderung Region Leipzig GmbH zu gründen.
Im Zukunftsatlas 2016 belegte der Landkreis Nordsachsen Platz 372 von 402 Landkreisen und kreisfreien Städten in Deutschland und zählt damit zu den Orten mit „hohen Zukunftsrisiken“. Der Zukunftsatlas 2019 führt den Landkreis Nordsachsen auf Platz 364.

### Gesundheitswesen

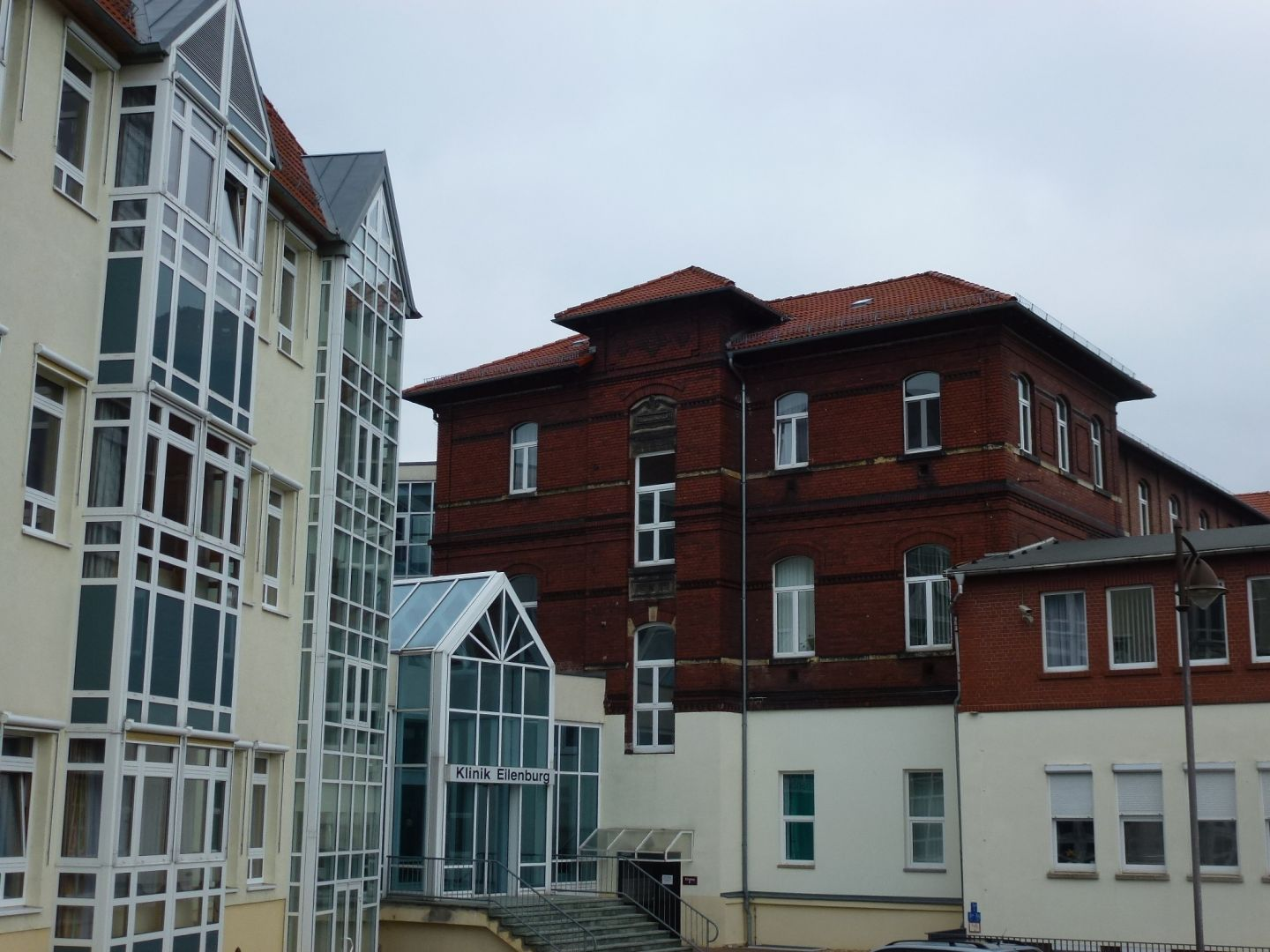
Klinik Eilenburg

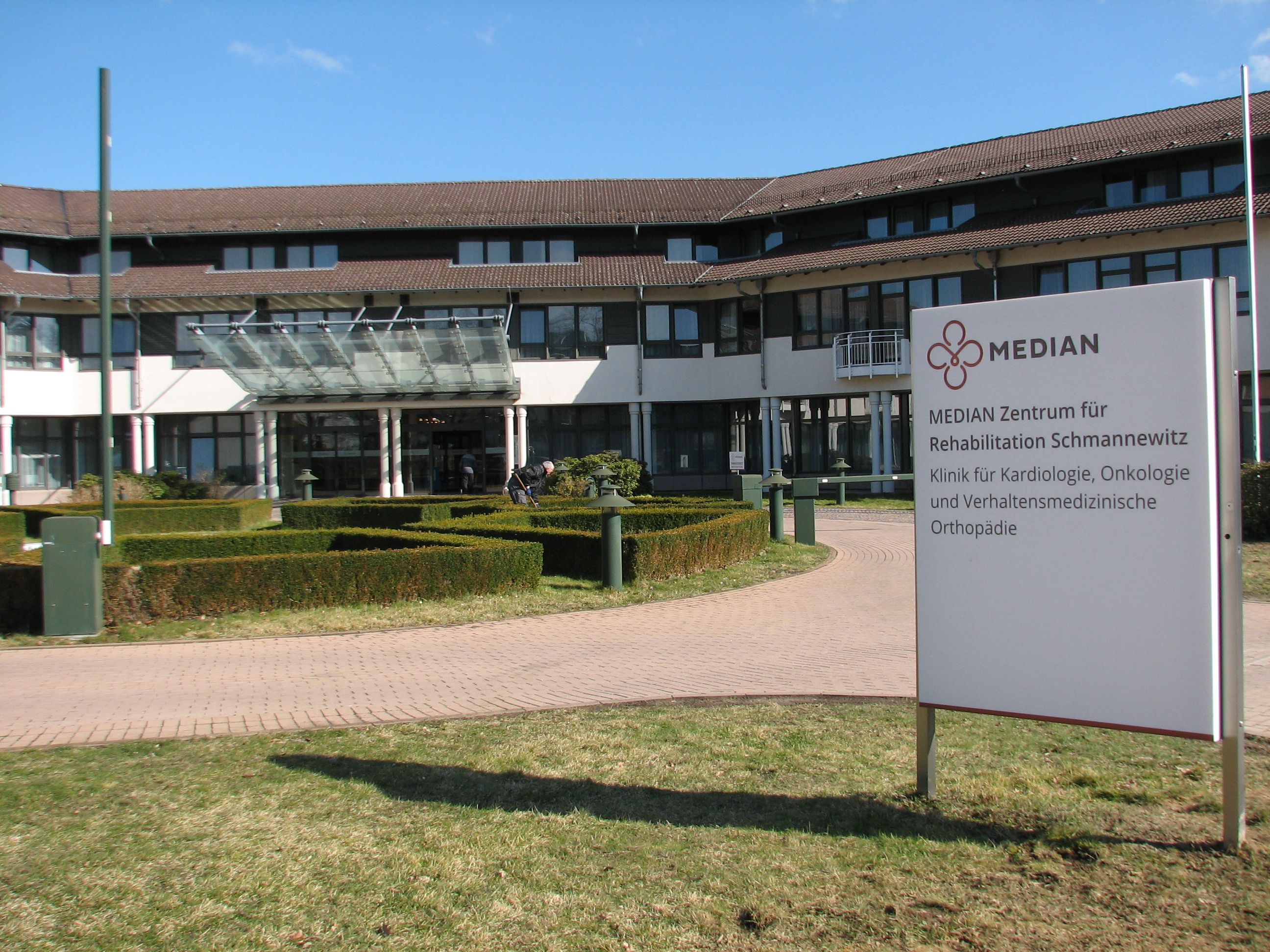
Das Median-Zentrum für Rehabilitation Schmannewitz besteht aus zwei benachbarten Reha-Kliniken

Es gibt 5 Krankenhäuser der Regelversorgung, 3 Fachkrankenhäuser und 3 Rehakliniken.
Regelversorger sind
- Kreiskrankenhaus Torgau „Johann Kentmann“ gGmbH (250 Betten, mit  Brust- und Darmzentrum)
- Collm Klinik Oschatz GmbH (210 Betten, Träger: Landkreis und Asklepios Kliniken Verwaltungsgesellschaft mbH)
- Kreiskrankenhaus Delitzsch GmbH: Klinik Delitzsch (135 Betten)
- Kreiskrankenhaus Delitzsch GmbH: Klinik Eilenburg (135 Betten)

Die Helios-Klinik Schkeuditz mit 135 Betten wurde am 28. Mai 2025 geschlossen.
Als Fachkrankenhäuser bestehen
- Sächsisches Krankenhaus Altscherbitz (Psychiatrie und Neurologie, 235 Betten)
- Fachkrankenhaus Hubertusburg gGmbH Wermsdorf (Neurologie, Pädiatrie und Psychiatrie, 197 Betten, zum Klinikum St. Georg Leipzig gehörend)
- MediClin Waldkrankenhaus Bad Düben (Orthopädie, 145 Betten).

Rehakliniken befinden sich in Bad Düben (MediClin Reha-Zentrum für Orthopädie, Kardiologie und Neurologie) sowie zwei in Schmannewitz: Seit 2016 gehören beide Kliniken als Median-Zentrum für Rehabilitation Schmannewitz zur Unternehmensgruppe Median Kliniken.

### Straße
Bundesautobahnen:
- A 9 Berlin – München
- A 14 Magdeburg – Dresden

Das Schkeuditzer Kreuz verbindet beide Bundesautobahnen, die jetzt sechsspurig ausgebaut werden.
Bundesstraßen:
- B 2 München – Augsburg – Nürnberg – Leipzig – Bad Düben – Lutherstadt Wittenberg – Potsdam – Berlin
- B 6 Leipzig – Oschatz – Dresden
- B 87 Leipzig – Eilenburg – Torgau – Herzberg – Luckau – Lübben – Frankfurt (Oder)
- B 107 Wurzen – Eilenburg – Bad Düben
- B 169 Döbeln – Riesa
- B 181 Leipzig – Merseburg
- B 182 Lutherstadt Wittenberg – Torgau – Riesa
- B 183 Bitterfeld – Bad Düben – Torgau – Bad Liebenwerda
- B 183 a Bad Düben – Delitzsch – BAB 9
- B 184 Leipzig – Delitzsch – Dessau
- B 186 Schkeuditz – Zwenkau

### Eisenbahn
Der Landkreis Nordsachsen verfügt über ein ausgeprägtes Schienennetz, das im Schienenpersonennahverkehr von der DB Regio Südost bedient wird. Zuständiger Aufgabenträger ist der ZVNL. Die Verbindungen sind bis auf die Linie S9 radial auf das benachbarte Oberzentrum Leipzig ausgerichtet (Stand: Jahresfahrplan 2025):
| Linie | Linienverlauf                                                                                            | EVU                                        |
| ----- | --- | ------------------------------------------ |
| RE 10 | Leipzig – Eilenburg – Torgau – Falkenberg (Elster) – Doberlug-Kirchhain – Finsterwalde – Calau – Cottbus | DB Regio Nordost                           |
| RE 11 | Leipzig – Eilenburg – Torgau – Falkenberg (Elster) – Ruhland – Hoyerswerda                               | DB Regio Nordost                           |
| RE 13 | Leipzig – Delitzsch – Bitterfeld – Dessau – Magdeburg                                                    | DB Regio Südost                            |
| RE 50 | Leipzig – Wurzen – Oschatz – Riesa – Dresden                                                             | DB Regio Südost                            |
| S 2   | Dessau / Lutherstadt Wittenberg – Bitterfeld – Delitzsch – Leipzig – Leipzig-Stötteritz                  | DB Regio Südost (S-Bahn Mitteldeutschland) |
| S 3   | Halle-Nietleben – Halle – Schkeuditz – Leipzig – Wurzen (– Oschatz)                                      | DB Regio Südost (S-Bahn Mitteldeutschland) |
| S 4   | Markkleeberg-Gaschwitz – Leipzig – Taucha – Eilenburg – Torgau – Falkenberg (Elster)                     | DB Regio Südost (S-Bahn Mitteldeutschland) |
| S 5   | Halle – Flughafen Leipzig/Halle – Leipzig – Markkleeberg – Altenburg (– Gößnitz – Werdau – Zwickau)      | DB Regio Südost (S-Bahn Mitteldeutschland) |
| S 5X  | Halle – Flughafen Leipzig/Halle – Leipzig – Markkleeberg – Altenburg – Gößnitz – Werdau – Zwickau        | DB Regio Südost (S-Bahn Mitteldeutschland) |
| S 9   | Eilenburg – Delitzsch – Halle                                                                            | DB Regio Südost (S-Bahn Mitteldeutschland) |

In Betrieb befindliche Eisenbahnstrecken im Landkreis Nordsachsen sind:
- Bahnstrecke Leipzig–Dresden
- Bahnstrecke Leipzig–Eilenburg
- Bahnstrecke Halle–Cottbus
- Bahnstrecke Magdeburg–Leipzig
- Bahnstrecke Trebnitz–Leipzig
- Bahnstrecke Pretzsch–Eilenburg
- Bahnstrecke Wurzen–Eilenburg (nur Güterverkehr)
- Schnellfahrstrecke Leipzig–Erfurt
- Schmalspurbahn Oschatz–Mügeln
- Schmalspurbahn Mügeln–Glossen
- Schmalspurbahn Nebitzschen–Kemmlitz

Die wichtigsten Bahnhöfe im Landkreis sind neben dem einzigen vom Fernverkehr bedienten Bahnhof Flughafen Leipzig/Halle vor allem die Bahnhöfe Delitzsch unterer Bahnhof, Eilenburg, Oschatz, Schkeuditz, Taucha und Torgau.

### Flugverkehr

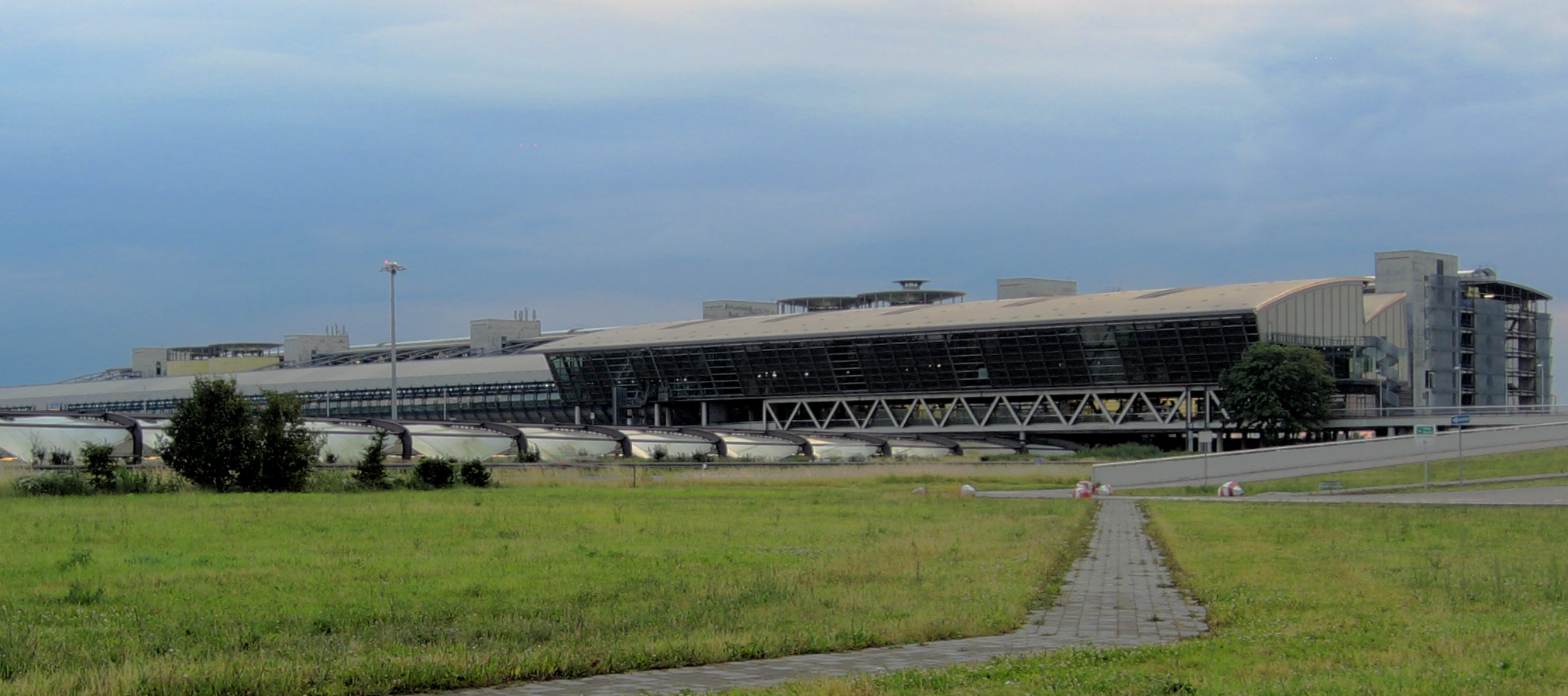
Zentralterminal des Flughafens Leipzig-Halle

Der Flughafen Leipzig-Halle befindet sich im Westen des Landkreises unmittelbar auf dem Schkeuditzer Stadtgebiet. Er dient als internationaler Verkehrsflughafen der gleichnamigen Region und verfügt über eine direkte Auto- und Zuganbindung. Der Flughafen wurde am 18. April 1927 in Betrieb genommen und hat vor allem im Bereich des Luftfrachtverkehrs internationale Bedeutung. Gemessen an der Zahl der Passagiere liegt der Flughafen an vierzehnter, an der umgeschlagenen Frachtmenge an zweiter Stelle in Deutschland.
Hinzu kommt der vor allem für sportliche Zwecke genutzte Flugplatz Löbnitz-Roitzschjora. Er wurde 1936 erbaut und 1938 erstmals durch Segelflieger genutzt. Nach seiner militärischen Nutzung im Zweiten Weltkrieg wurde der Flugplatz ab 1953 wieder für den Flugsport freigegeben. Nach der Wende gründete sich der Fliegerklub Roitzschjora e. V., der seit 1994 den Flugplatz leitet. Heute besitzt der Flugplatz Roitzschjora eine 1200 m lange Start- und Landebahn.

## Politik

### Kreistag
Am 9. Juni 2024 fand die jüngste Wahl statt, bei der sich die 80 Sitze im Kreistag folgendermaßen auf die einzelnen Parteien verteilen:

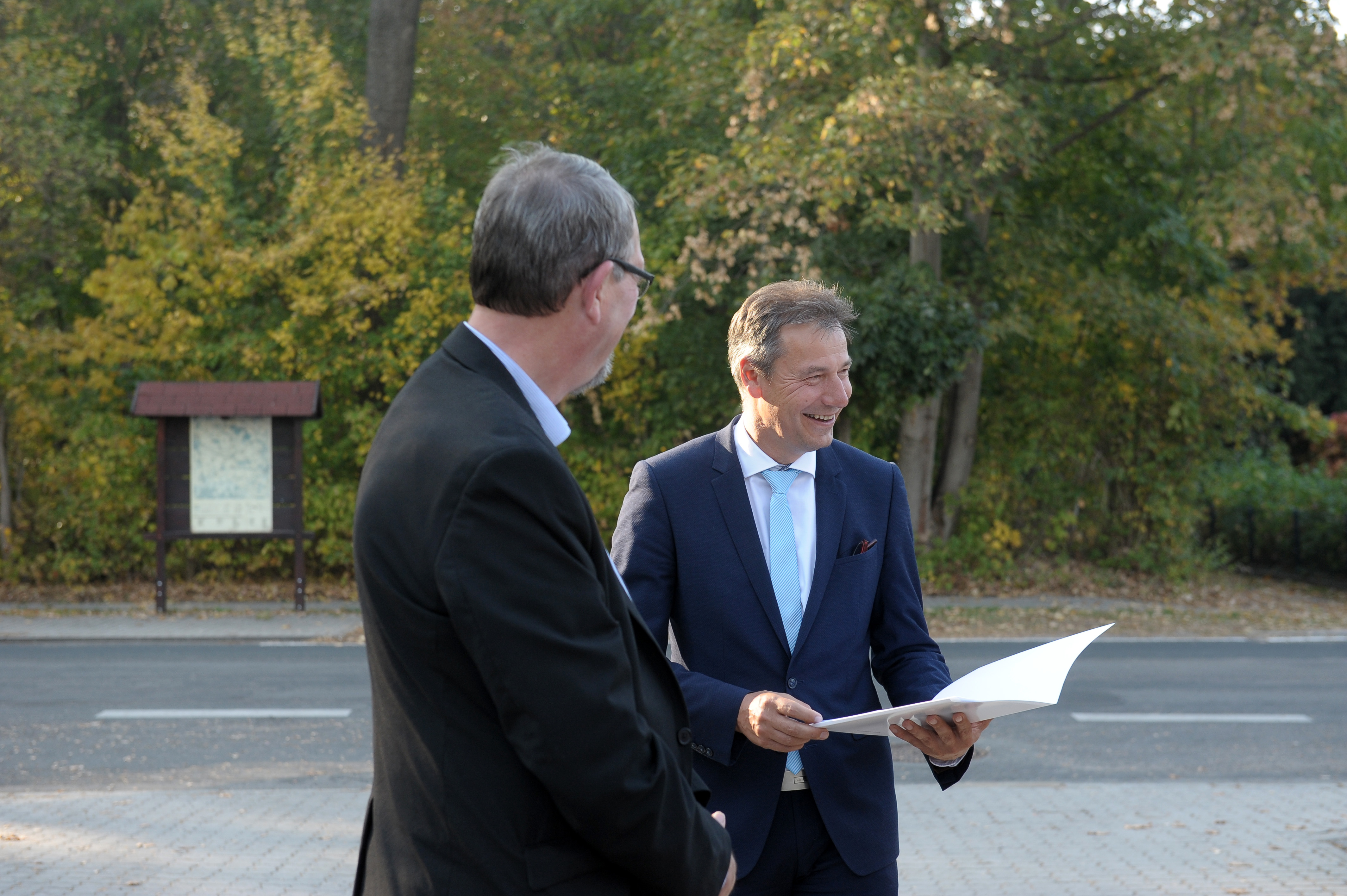
Nordsachsens Landrat Kai Emanuel

| Sitzverteilung 2024Insgesamt 80 Sitze - Linke: 4 - SPD: 10 - Grüne: 2 - FDP: 3 - ABDT: 2 - WVN: 9 - CDU: 22 - AfD: 25 - FS: 3 | Sitzverteilung 2024 nach FraktionenInsgesamt 80 Sitze - Linke: 4 - SPD/GRÜNE: 12 - WVN/FDP/ABDT: 14 - CDU: 22 - AfD: 25 - FS: 3 |

| Parteien und Wählergemeinschaften | Parteien und Wählergemeinschaften           | Prozent 2024          | Sitze 2024      | Prozent 2019 | Sitze 2019 | Prozent 2014 | Sitze 2014 | Prozent 2008 | Sitze 2008 |
| --------------------------------- | ------------------------------------------- | --------------------- | --------------- | ------------ | ---------- | ------------ | ---------- | ------------ | ---------- |
| AfD                               | Alternative für Deutschland                 | 31,5                  | 25              | 19,4         | 16         | –            | –          | –            | –          |
| CDU                               | Christlich Demokratische Union Deutschlands | 28,1                  | 22              | 29,0         | 23         | 40,3         | 34         | 38,5         | 32         |
| SPD                               | Sozialdemokratische Partei Deutschlands     | 13,1                  | 10              | 15,8         | 13         | 20,9         | 17         | 19,0         | 16         |
| LINKE                             | Die Linke                                   | 5,0                   | 4               | 9,8          | 8          | 15,7         | 13         | 17,6         | 14         |
| FDP                               | Freie Demokratische Partei                  | 3,5                   | 3               | 5,6          | 4          | 4,7          | 3          | 7,0          | 5          |
| GRÜNE                             | Bündnis 90/Die Grünen                       | 3,0                   | 2               | 5,4          | 4          | 3,4          | 2          | 2,7          | 2          |
| WVN                               | Wählervereinigung Nordsachsen               | 10,7                  | 9               | –            | –          | –            | –          | –            | –          |
| Sonst.                            | Sonstige                                    | 5,3 FS: 3,2 ABDT: 2,1 | 5 FS: 3 ABDT: 2 | –            | –          | –            | –          | 3,9 DSU: 2,8 | 2 DSU: 2   |
| FW                                | Freie Wähler                                | –                     | –               | 13,7         | 11         | 10,5         | 8          | 6,6          | 5          |
| NPD                               | Nationaldemokratische Partei Deutschlands   | –                     | –               | 1,3          | 1          | 4,6          | 3 *        | 4,7          | 4          |
| Gesamt                            | Gesamt                                      | 100                   | 80              | 100          | 80         | 100          | 80         | 100          | 80         |
| Wahlbeteiligung                   | Wahlbeteiligung                             | 65,2 %                | 65,2 %          | 57,5 %       | 57,5 %     | 45,1 %       | 45,1 %     | 42,9 %       | 42,9 %     |

### Landrat
- 2008–2015: Michael Czupalla (CDU)
- seit 2015: Kai Emanuel (parteilos)

Am 8. Juni 2008 fand die erste Landratswahl im neugebildeten Landkreis Nordsachsen statt. Da keiner der sechs Kandidaten im ersten Durchgang die erforderliche Mehrheit erringen konnte, wurde am 22. Juni 2008 eine Stichwahl durchgeführt. Bei dieser konnte sich Michael Czupalla (CDU) mit 45,7 % der gültigen Stimmen gegen die Mitbewerber Thomas Rüdiger Kind (Die Linke, 34,5 %) und Liane Deicke (SPD, 19,8 %) durchsetzen. Zu Czupallas Nachfolger wurde am 7. Juni 2015 im ersten Wahlgang Kai Emanuel (CDU) gewählt. Er wurde am 12. Juni 2022 wiedergewählt.
| Bewerber fett: Amtsinhaber            | Vorschlag                            | Stimmen                              | Anteil in %                          | gewählt                              | Stimmen                               | Anteil in %                           | gewählt                               |
| erster Wahlgang                       | erster Wahlgang                      | erster Wahlgang                      | erster Wahlgang                      | erster Wahlgang                      | zweiter Wahlgang [Anm. 1]             | zweiter Wahlgang [Anm. 1]             | zweiter Wahlgang [Anm. 1]             |
| 12. Juni 2022 Wahlbeteiligung: 37,5 % |                                      |                                      |                                      |                                      |                                       |                                       |                                       |
| Kai Emanuel                           | CDU                                  | 38.091                               | 62,9                                 | ×                                    |                                       |                                       |                                       |
| Uta Hesse                             | Freie Sachsen                        | 12.081                               | 20,0                                 |                                      |                                       |                                       |                                       |
| Torsten Pötzsch                       | SPD, Die Linke, Grüne                | 10.342                               | 17,1                                 |                                      |                                       |                                       |                                       |
| 7. Juni 2015 Wahlbeteiligung: 34,8 %  |                                      |                                      |                                      |                                      |                                       |                                       |                                       |
| Kai Emanuel                           | CDU                                  | 29.320                               | 51,7                                 | ×                                    |                                       |                                       |                                       |
| Lars Menzel                           | SPD                                  | 10.310                               | 18,2                                 |                                      |                                       |                                       |                                       |
| Peter Hettlich                        | Die Linke, Grüne                     | 09.605                               | 16,9                                 |                                      |                                       |                                       |                                       |
| Ralph Olenizak                        | AfD                                  | 05.037                               | 08,9                                 |                                      |                                       |                                       |                                       |
| Jörg Döring                           | FDP                                  | 02.434                               | 04,3                                 |                                      |                                       |                                       |                                       |
| 8. Juni 2008 Wahlbeteiligung: 43,0 %  | 8. Juni 2008 Wahlbeteiligung: 43,0 % | 8. Juni 2008 Wahlbeteiligung: 43,0 % | 8. Juni 2008 Wahlbeteiligung: 43,0 % | 8. Juni 2008 Wahlbeteiligung: 43,0 % | 22. Juni 2008 Wahlbeteiligung: 24,3 % | 22. Juni 2008 Wahlbeteiligung: 24,3 % | 22. Juni 2008 Wahlbeteiligung: 24,3 % |
| Michael Czupalla                      | CDU                                  | 29.255                               | 39,2                                 | keiner: 2. Wahlgang nötig            | 19.636                                | 45,7                                  | ×                                     |
| Thomas Rüdiger Kind                   | Die Linke                            | 15.963                               | 21,4                                 | keiner: 2. Wahlgang nötig            | 14.816                                | 34,5                                  |                                       |
| Liane Deicke                          | SPD                                  | 12.656                               | 17,0                                 | keiner: 2. Wahlgang nötig            | 08.518                                | 19,8                                  |                                       |
| Bernd Biedermann                      | DSU                                  | 08.140                               | 10,9                                 | keiner: 2. Wahlgang nötig            | nicht angetreten                      | nicht angetreten                      | nicht angetreten                      |
| Stephan Kriebel                       | FDP                                  | 04.934                               | 06,6                                 | keiner: 2. Wahlgang nötig            | nicht angetreten                      | nicht angetreten                      | nicht angetreten                      |
| Barbara Scheller                      | Grüne                                | 03.595                               | 04,8                                 | keiner: 2. Wahlgang nötig            | nicht angetreten                      | nicht angetreten                      | nicht angetreten                      |

[Anm. 1] Ein zweiter Wahlgang wird nötig, wenn kein Kandidat im ersten Wahlgang die absolute Mehrheit erzielt und damit direkt gewählt ist. Im zweiten Wahlgang ist die relative Mehrheit für die Wahl zum Landrat ausreichend. Bewerber, die im ersten Wahlgang antreten, können vor dem zweiten Wahlgang ihre Kandidatur zurückziehen. Ein zweiter Wahlgang wurde bisher 2008 erforderlich.

### Wappen
Blasonierung: „In Gold zwischen zwei blauen Wellenpfählen ein aufgerichteter rot bewehrter und gezungter schwarzer Löwe.“
Heraldisches Anliegen war es, ein Wappen zu entwickeln, mit dem sich beide ehemaligen Landkreise Delitzsch und Torgau-Oschatz identifizieren können. Es musste also eine Symbolik gefunden werden, deren Aussage sich auf beide genannten ehemaligen Landkreise bezieht.
In der regionalen Geschichte hatten die Markgrafschaft Meißen (Meißner Löwe) und die Markgrafschaft Landsberg (Landsberger Pfähle), aus der die später herrschenden Wettiner stammten, prägende Bedeutung. Die Markgrafen von Meißen führten in ihrem Wappen in Gold einen rotbewehrten schwarzen Löwen. Dieser wurde auch in die Wappen der beiden ehemaligen Landkreise aufgenommen.
Der im Landkreiswappen von Torgau-Oschatz gezeigte Wellenbalken als Symbol für die Elbe und deren Landschaft wurde in das neue Wappen übernommen und durch einen weiteren ergänzt, der für die durch den neuen Landkreis Nordsachsen fließende Mulde steht. Beide Flüsse und deren sowohl landschaftlich als auch wirtschaftlich bedeutungsvolle Flussauen sind im neuen Landkreiswappen als regionale Besonderheit heraldisch berücksichtigt worden. Die heraldische Platzierung der Flusssymbolik in senkrechter Form als blaue Wellenpfähle erinnert andeutungsweise an das Stammwappen der Wettiner, das in Gold zwei blaue Pfähle zeigt.
Das Wappen wurde von Manfred Fischer aus Goßwitz gestaltet.

### Flagge
Drei gleich breite Querstreifen in den Farben Gelb – Blau – Gelb mit in der Mitte aufgelegtem Landkreiswappen, welches gleichmäßig in die beiden gelben Streifen hinein reicht.
Die Flagge als Hochformat (Banner) besteht aus drei gleich breiten Längsstreifen in den Farben Gelb – Blau – Gelb und trägt in der oberen Hälfte das senkrechte Landkreiswappen, das gleichmäßig in die beiden gelben Streifen hinein reicht.

### Kreispartnerschaften
Der Landkreis Nordsachsen pflegt partnerschaftliche Beziehungen zum Landkreis Schwäbisch Hall, Landkreis Böblingen und Landkreis Konstanz in Baden-Württemberg, Landkreis Pfaffenhofen an der Ilm in Bayern und zum Landkreis Marburg-Biedenkopf in Hessen.

## Städte und Gemeinden
(Einwohnerzahlen vom 31. Dezember 2024)
| Städte - Bad Düben (7713) - Belgern-Schildau (7363) - Dahlen (4144) - Delitzsch, Große Kreisstadt (25.895) - Dommitzsch (2198) - Eilenburg, Große Kreisstadt (16.539) - Mügeln (5505) - Oschatz, Große Kreisstadt (14.184) - Schkeuditz, Große Kreisstadt (18.905) - Taucha (15.866) - Torgau, Große Kreisstadt (19.992) | Gemeinden - Arzberg (1815) - Beilrode (4161) - Cavertitz (2147) - Doberschütz (4057) - Dreiheide (2049) - Elsnig (1352) - Jesewitz (3036) - Krostitz (4151) - Laußig (3561) - Liebschützberg (2844) - Löbnitz (2041) | - Mockrehna (4884) - Naundorf (2179) - Rackwitz (5452) - Schönwölkau (2676) - Trossin (1200) - Wermsdorf (5148) - Wiedemar (5544) - Zschepplin (2821) |  |

Verwaltungsgemeinschaften und Verwaltungsverbände
- Verwaltungsgemeinschaft Beilrode mit den Mitgliedsgemeinden Arzberg und Beilrode
- Verwaltungsgemeinschaft Dommitzsch mit den Mitgliedsgemeinden Dommitzsch, Elsnig und Trossin
- Verwaltungsverband Eilenburg-West (Sitz: Eilenburg) mit den Mitgliedsgemeinden Jesewitz und Zschepplin
- Verwaltungsgemeinschaft Krostitz-Schönwölkau mit den Mitgliedsgemeinden Krostitz (VG-Sitz) und Schönwölkau
- Verwaltungsgemeinschaft Torgau/Dreiheide mit den Mitgliedsgemeinden Torgau (VG-Sitz) und Dreiheide

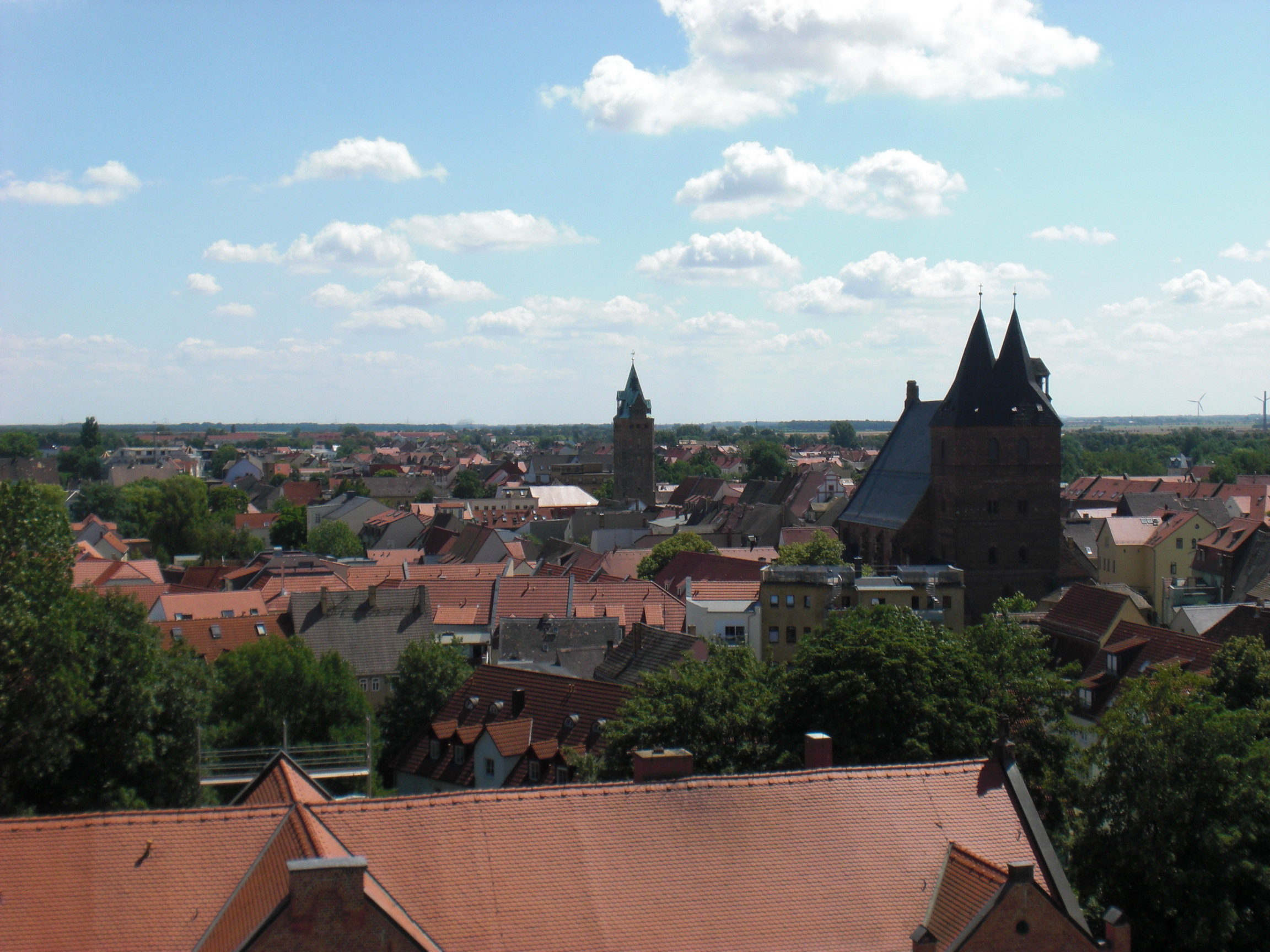
Delitzsch
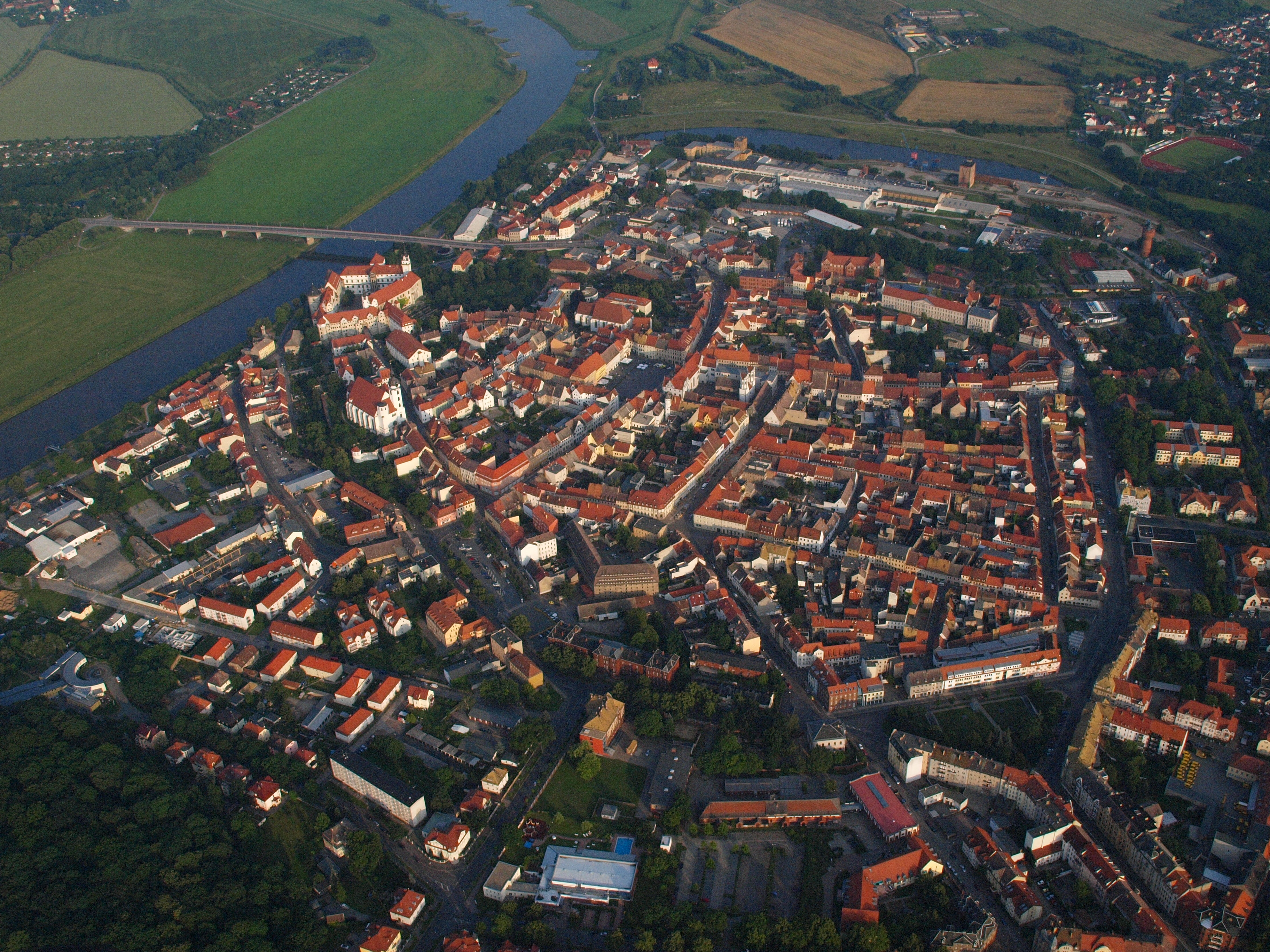
Torgau
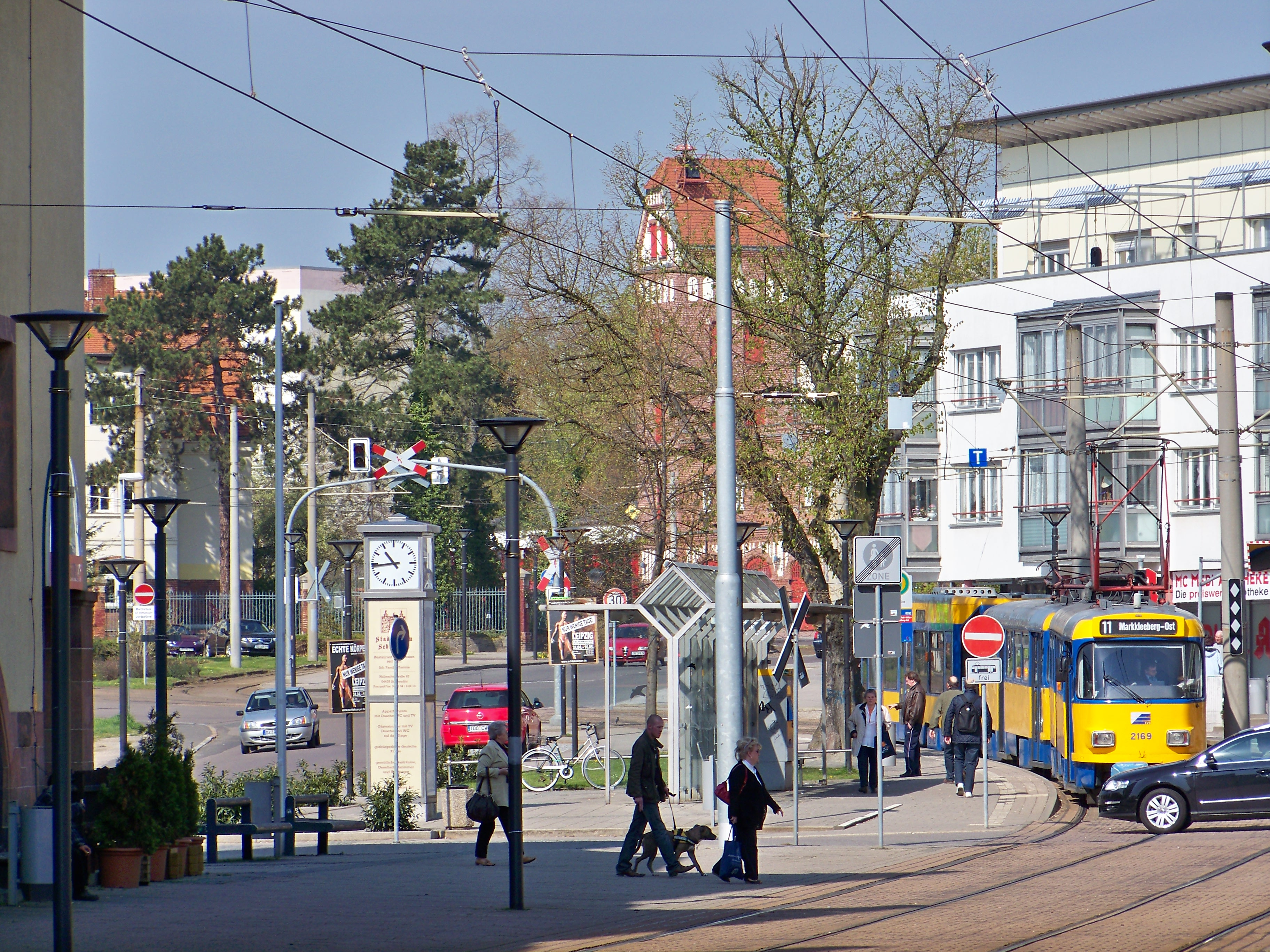
Schkeuditz
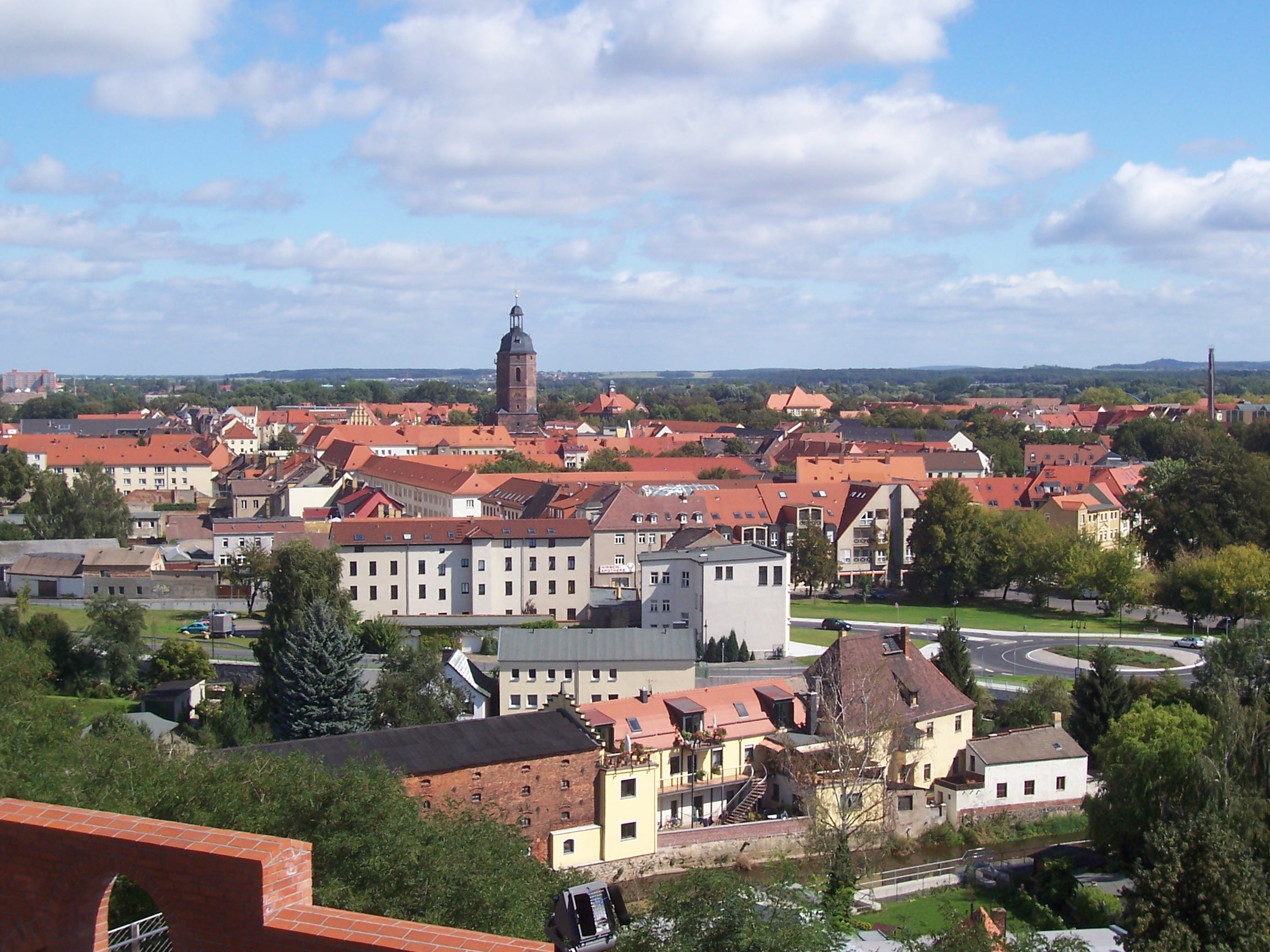
Eilenburg
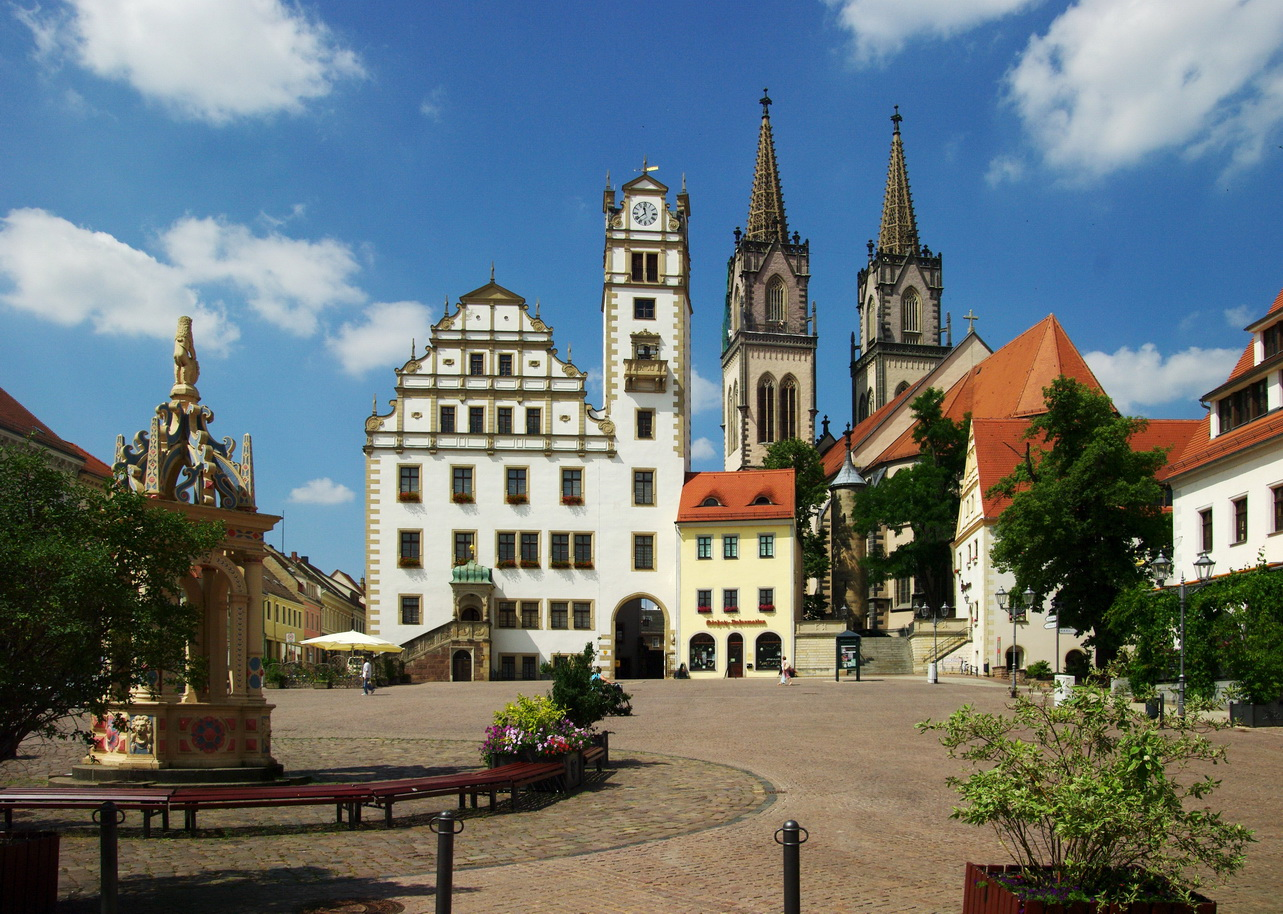
Oschatz

Die Kulturdenkmale in den Städten und Gemeinden des Landkreises werden über die Liste der Kulturdenkmale im Landkreis Nordsachsen erschlossen. Unter den Sakralbauten im Landkreis Nordsachsen finden sich mehrere beachtliche Hallenkirchen der Spätgotik und die von Luther eingeweihte Kapelle von Schloss Hartenfels in Torgau, einer der frühesten reformatorischen Kirchenneubauten.

## Schutzgebiete
Im Landkreis befinden sich 16 ausgewiesene Naturschutzgebiete mit einer Gesamtfläche von 93,6 km2 (Stand November 2020).

## Kfz-Kennzeichen
Am 1. August 2008 wurde dem Landkreis das Unterscheidungszeichen TDO (Torgau, Delitzsch, Oschatz) zugewiesen. Seit dem 9. November 2012 sind zudem die Unterscheidungszeichen DZ (Delitzsch), EB (Eilenburg), OZ (Oschatz), TG (Torgau) und TO (Torgau-Oschatz) erhältlich.